# 컨트롤 유어 네러티브
컨트롤 유어 네러티브(Control Your Narrative)는 2022년 창설된 미국의 프로레슬링 단체이다.